# Bistum Anasartha
Koordinaten: 35° 46′ 56,2″ N, 37° 29′ 54,5″ O
Das Bistum Anasartha war ein frühchristlich-byzantinisches Bistum in dem antiken Ort Anasartha in der römischen Provinz Syria Coele bzw. in der spätrömisch-byzantinischen Provinz Syria Prima, im heutigen Ort Khanasir, Gouvernement Aleppo, Syrien. Unter Kaiser Justinian I. erhielt der Ort Stadtrechte und wurde in Theodoropolis umbenannt. Nach der arabischen Eroberung Syriens (636/38) ging der Bischofssitz zu einem nicht genauer bekannten Zeitpunkt unter.

## Geschichte
Die Stadt war in spätrömischer Zeit eine Festung, abhängig von der Stadt Chalkis ad Belum. Kaiser Justinian I. erhob Anasartha 528 zur Stadt und benannte den Ort nach seiner Frau in Theodoropolis um. Die Tatsache, dass Anasartha bereits 451 Bischofssitz war, setzt allerdings schon eine frühere, stadtähnliche, bedeutendere Siedlung voraus. Nach Irfan Shahid war der Bischof von Anasartha der Bischof für die arabischen foederati (arabischstämmige Hilfstruppen der byzantinischen Kaiser). Über die Geschichte der Siedlung bzw. Stadt ist sehr wenig bekannt. Sie gehörte zunächst in römischer Zeit zur großen Provinz Syria, die unter Kaiser Septimius Severus 194 in eine nördliche Provinz Syria Coele und eine südliche Provinz Syria Phoenice geteilt wurde. Um/vor 400 erfolgte eine weitere Verkleinerung der Provinzen. Die Provinz Syria Coele wurde in die zwei Provinzen Syria Prima und Syria Secunda (oder Syria Salutaris) geteilt. Die Stadt Anasartha wurde dabei der Provinz Syria Prima zugewiesen.
Kirchenrechtlich gehörte das Bistum Anasartha um/nach 400 zur Kirchenprovinz Syria Prima, die territorial mit der Provinz gleichen Namens übereinstimmte. Es unterstand als Suffraganbistum dem Erzbistum Seleucia Pieria. Im Verlauf des sechsten Jahrhunderts wurde das Bistum eine autokephale Erzdiözese und unterstand dann direkt dem Patriarchen von Antiochia.
Bisher sind fünf Bischöfe namentlich bekannt. Ein weiterer, namentlich nicht genannter Bischof wird auf einem in der Stadt gefundenen Inschriftstein erwähnt. 636/37 wurde die Stadt von den Arabern erobert, und der Bischofssitz ging zu einem nicht genauer bestimmbaren Zeitpunkt unter.

## Bischöfe
- 451 Mara[4][5][6]
- 458 Cyrus[4][5][6]
- (?) 506/07 Stephanus[7]
- 511 Thomas[7]
- 564/65 Leontius[7]
- (?) 579 NN[8]

In der Tradition des untergegangenen Bischofssitzes vergibt (bzw. vergab) die römisch-katholische Kirche den Titel eines Erzbischofs von Anasartha (derzeit vakant).